# Абант (син на Линкей)
Вижте пояснителната страница за други личности с името Абант.
Абант (на старогръцки: Ἄβας, Abas) в гръцката митология е цар на Аргос през 14 век пр.н.е., син на Линкей (син на Египт) и Хипермнестра (дъщеря на Данай). Майка му е единствената от Данаидите, която не убива съпруга си в първата си брачна нощ.
Със съпругата си Окалея (наричана  и Аглая), дъщеря на Мантиней (митичен основател на град Мантинея), той има близнаците Акрисий и Прет (Пройт) също дъщерята Идомена. 
Щитът на Абант, който той получава от баща му Линкей, притежава вълшебството, да успокои недоволен народ. По-късно той попада по време на Троянската война в ръцете на Еней.
Когато Абант се изселва във Фокида, основава град Абай, там се съюзява с местния народ, известен като абанти. Според Страбон той основава също и „пеласгийския Аргос“ (Argeios) в Тесалия.
Над старите си земи Абант поделя управлението между синовете си. Акрисий получава Аргос, а Прет - Тиринт. Според Евсевий, в Аргос първо властва Прет, но брат му го прогонва.